# 樟葉村
樟葉村（くずはむら）は、大阪府北河内郡にあった村。現在の枚方市の北端、京阪本線・樟葉駅の周辺にあたる。

## 地理
- 河川：淀川、大谷川[1]、船橋川
- 池：鏡伝池（きょうでんいけ）（北緯34度51分53.8秒 東経135度41分21.5秒 / 北緯34.864944度 東経135.689306度）

## 歴史
- 1889年（明治22年）4月1日 - 町村制の施行により、交野郡楠葉村・船橋村の区域をもって発足。
- 1896年（明治29年）4月1日 - 所属郡が北河内郡に変更。
- 1938年（昭和13年）11月3日 - 枚方町・殿山町・山田村・川越村・蹉跎村と合併し、改めて枚方町が発足。同日樟葉村廃止。

## 交通

### 鉄道路線
1910年（明治43年）4月15日、京阪電気鉄道京阪本線樟葉駅開業。現在の位置よりも300m京都寄りにあった。

### 道路
- 京街道

## 社寺・史跡
社寺
- 交野天神社（北緯34度52分03.7秒 東経135度41分23.5秒 / 北緯34.867694度 東経135.689861度）
- 久修園院 - 西国愛染十七霊場第12番札所[4]（北緯34度52分41.4秒 東経135度40分56.8秒 / 北緯34.878167度 東経135.682444度）
- 久親恩寺（北緯34度52分29.2秒 東経135度40分48.9秒 / 北緯34.874778度 東経135.680250度）

史跡
- 継体天皇樟葉宮跡の杜[5]（北緯34度52分06.2秒 東経135度41分26.7秒 / 北緯34.868389度 東経135.690750度）
- 楠葉台場（北緯34度52分31.0秒 東経135度40分52.0秒 / 北緯34.875278度 東経135.681111度）